# Macario di Kaljazin
Macario di Kaljazin (al secolo Matvej Vasil'evič Kožin; Kašin, 1402 circa – Kaljazin, 17 marzo 1483) è stato un religioso russo, santo della chiesa ortodossa russa.
Figlio di un boiardo, fondò il monastero Troickij Makar'ev, di cui fu anche abate. Il suo corpo fu trovato intatto nel 1521 e nel 1547 si procedette alla sua canonizzazione. La sua opera inedita Povest' o žitii è conservata tra i manoscritti del monastero di Volokolamsk.

## Biografia
Nacque dal boiardo Vasilij Koža, noto per le sue imprese belliche al servizio di Basilio II di Russia, e da Irene di Kasino. Dopo un matrimonio di breve durata, ricevette la tonsura presso il monastero Klobukov, dove trascorse molti anni. Divenne un asceta stabilendosi nei pressi del Volga, e in seguito molti altri monaci si unirono a lui. Egli fece costruire una chiesa in legno della Trinità e fondò il suo monastero, diventandone dapprima igumeno, poi abate.
Dovette affrontare il proprietario terriero Ivan Koljaga, il quale fu ostile alle attività del neocostituito monastero per paura che un giorno le sue terre andassero a esso. In seguito, Koljaga si sarebbe pentito e avrebbe preso i voti proprio da Macario.
Presso il monastero Troickij Makar'ev vi soggiornò anche il monaco Giuseppe di Volokolamsk.
Le rigide regole con cui amministrò il monastero lo resero molto noto in Russia. Morì nel 1483 e fu sepolto nei pressi della chiesa in legno da lui costruita. Il 26 maggio 1521, in occasione della costruzione di una nuova chiesa in pietra, la tomba e il corpo di Macario furono trovati perfettamente conservati. Il Concilio ecclesiastico di Mosca del 1547 lo canonizzò come santo.